# Hey Arnold!: The Movie (jogo eletrônico)
Hey Arnold!: The Movie é um jogo de plataforma de 2002 desenvolvido pela Altron e publicado pela THQ, baseado em Hey Arnold!: The Movie, lançado no mesmo ano. Ele também é o único jogo, além de Nicktoons Racing, à ter um tradicional videogame baseado em Hey Arnold!. A boxart do jogo é a mesma arte do cartaz teatral do filme.

## Jogabilidade
Assim como o enredo do filme, Arnold e Gerald deve salvar o seu bairro de um industrialista chamado Scheck, que pretende demolir a área e construir um shopping em seu lugar. O jogo consiste em cinco mundos, cada um contendo quatro níveis e um chefe inimigo no último. O jogador pode controlar Arnold, Gerald, Vovô e Vovó, que todos são atribuídos os seus próprios níveis com os seus próprios objetivos. O jogador pode usar armas, tais como os dentes e papel higiênico para derrotar os inimigos. Helga, que pode ser desbloqueada com um código secreto, substitui todos os outros personagens. Usando o mesmo código, pode-se fazer voltar os personagens jogáveis normais.

## Recepção
Marc Nix da IGN deu ao jogo uma classificação de 5.5 de 10 e elogiou seus gráficos, mas escreveu: "Infelizmente, o jogo não se mostra tanto polonês como o motor de gráficos. No traçado das fases tem que se fazer todos os tipos de saltos cegos — o ângulo de visualização não se ajusta para mostrar onde você está pulando, então, muitas vezes você vai saltar sobre o abismo, falésias ou mesmo em pequenas plataformas sem uma pista de para onde estão indo". Nix também escreveu que "a palavra-passe no jogo Hey Arnold! é exatamente o que há de tão errado sobre a utilização de uma palavra-passe para salvá-lo. É de 9 dígitos com letras maiúsculas e minúsculas, além de pontuação "funky" e símbolos estúpidos que um garoto poderia escrever erroneamente".
Jennifer Beam da AllGame avaliaou o jogo com três estrelas de cinco e elogiou seu gráfico e "boa música de fundo". Beam chamou de "um jogo de ação portátil bem-entregue", mas também escreveu: "Um divertido desafio à primeiro tempo, mas provavelmente vai perder o seu apelo após um segundo".